# Porto (ancoradouro)
Porto (em latim: Portus), conhecido também como Porto de Cláudio e Porto de Trajano, era um grande ancoradouro artificial da Roma Antiga. Situado na margem norte da foz norte do Tibre, na costa do Tirreno, que foi criado por Cláudio e levou cerca de vinte anos para ser terminado (r. 41–54) para complementar o porto de Óstia. O vasto conjunto era muito amplo, mas superficial, imediatamente começou a sedimentar e logo se tornou inutilizável. Foi preciso uma segunda operação e a construção de novos cais mais profundos na costa escavados artificialmente. Os romanos estavam gerenciando proativamente seus sistemas fluviais já no século II. O ancoradouro hexagonal, foi construído pelo imperador Trajano entre os anos 100 e 112. O hexágono mede 335 metros de cada lado.